# Референдумы в Швейцарии (1938)
Референдумы в Швейцарии проходили 20 февраля, 3 июля и 27 ноября 1938 года. В феврале прошли четыре референдума. На первом решался вопрос о поправках к Статьям 107 и 116 Конституции, которые бы делали романшский язык одним из официальных языков Швейцарии. Референдум был одобрен 90% голосов и всеми кантонами. Второй референдум проходил по гражданской инициативе о срочных федеральных резолюциях и защите прав человека. Инициатива была отклонена 85% голосов. Наконец, инициатива против частных производителей оружия и государственной монополии на производство пороха  была отвергнута, в то время как контрпредложение на эту тему была одобрена. Июльский референдум по уголовному праву был одобрен. Ноябрьский референдум по федеральной резолюции о федеральном бюджете был одобрен 72% голосов.

## Избирательная система
Референдумы по романшскому языку и по федеральному бюджету были обязательными и требовали двойного большинства для одобрения: избирателей и кантонов. Предложение и контрпредложение по частным производителям оружия были гражданскими инициативами и также требовали двойного большинства. Референдум по уголовному кодексу был факультативным и требовал для одобрения лишь большинство голосов избирателей.

## Результаты

### Февраль: романшский язык
| Выбор                                | Общее голосование | Общее голосование | Кантоны | Кантоны | Кантоны |
| Выбор                                | Голосов           | %                 | Полных  | Полу-   | Всего   |
| ------------------------------------ | ----------------- | ----------------- | ------- | ------- | ------- |
| За                                   | 574 991           | 91,6              | 19      | 6       | 22      |
| Против                               | 52 827            | 8,4               | 0       | 0       | 0       |
| Пустых бюллетеней                    | 24 692            | –                 | –       | –       | –       |
| Недействительных бюллетеней          | 8 512             | –                 | –       | –       | –       |
| Всего                                | 661 022           | 100               | 19      | 6       | 22      |
| Зарегистрированных избирателей/ Явка | 1 216 756         | 54,3              | –       | –       | –       |
| Источник: Nohlen & Stöver            |                   |                   |         |         |         |

### Февраль: предложение по федеральным резолюциям
| Выбор                                | Общее голосование | Общее голосование | Кантоны | Кантоны | Кантоны |
| Выбор                                | Голосов           | %                 | Полных  | Полу-   | Всего   |
| ------------------------------------ | ----------------- | ----------------- | ------- | ------- | ------- |
| За                                   | 87 638            | 15,2              | 0       | 0       | 0       |
| Против                               | 488 195           | 84,8              | 19      | 6       | 22      |
| Пустых бюллетеней                    | 63 433            | –                 | –       | –       | –       |
| Недействительных бюллетеней          | 21 756            | –                 | –       | –       | –       |
| Всего                                | 661 022           | 100               | 19      | 6       | 22      |
| Зарегистрированных избирателей/ Явка | 1 216 756         | 54,3              | –       | –       | –       |
| Источник: Nohlen & Stöver            |                   |                   |         |         |         |

### Февраль: инициатива о частных производителях оружия
| Выбор                                | Общее голосование | Общее голосование | Кантоны | Кантоны | Кантоны |
| Выбор                                | Голосов           | %                 | Полных  | Полу-   | Всего   |
| ------------------------------------ | ----------------- | ----------------- | ------- | ------- | ------- |
| За                                   | 65 938            | 11,5              | 0       | 0       | 0       |
| Против                               | 419 013           | 73,2              | 19      | 6       | 22      |
| Без ответа                           | 87 630            | 15,3              | –       | –       | –       |
| Пустых бюллетеней                    | 52 896            | –                 | –       | –       | –       |
| Недействительных бюллетеней          | 35 542            | –                 | –       | –       | –       |
| Всего                                | 661 022           | 100               | 19      | 6       | 22      |
| Зарегистрированных избирателей/ Явка | 1 216 756         | 54,3              | –       | –       | –       |
| Источник: Direct Democracy           |                   |                   |         |         |         |

### Февраль: контр-инициатива о частных производителях оружия
| Выбор                                | Общее голосование | Общее голосование | Кантоны | Кантоны | Кантоны |
| Выбор                                | Голосов           | %                 | Полных  | Полу-   | Всего   |
| ------------------------------------ | ----------------- | ----------------- | ------- | ------- | ------- |
| За                                   | 394 052           | 68,8              | 19      | 6       | 22      |
| Против                               | 149 025           | 26,0              | 0       | 0       | 0       |
| Без ответа                           | 29 504            | 15,3              | –       | –       | –       |
| Пустых бюллетеней                    | 52 896            | –                 | –       | –       | –       |
| Недействительных бюллетеней          | 35 542            | –                 | –       | –       | –       |
| Всего                                | 661 022           | 100               | 19      | 6       | 22      |
| Зарегистрированных избирателей/ Явка | 1 216 756         | 54,3              | –       | –       | –       |
| Источник: Direct Democracy           |                   |                   |         |         |         |

### Июль: Уголовное право
| Выбор                                | Голосов   | %    |
| ------------------------------------ | --------- | ---- |
| За                                   | 358 438   | 53,5 |
| Против                               | 312 030   | 46,5 |
| Пустых бюллетеней                    | 23 455    | –    |
| Недействительных бюллетеней          | 2 016     | –    |
| Всего                                | 695 939   | 100  |
| Зарегистрированных избирателей/ Явка | 1 219 755 | 57,1 |
| Источник: Nohlen & Stöver            |           |      |

### Ноябрь: федеральный бюджет
| Выбор                                | Общее голосование | Общее голосование | Кантоны | Кантоны | Кантоны |
| Выбор                                | Голосов           | %                 | Полных  | Полу-   | Всего   |
| ------------------------------------ | ----------------- | ----------------- | ------- | ------- | ------- |
| За                                   | 509 387           | 72,3              | 18      | 6       | 21      |
| Против                               | 195 538           | 27,7              | 1       | 0       | 1       |
| Пустых бюллетеней                    | 30 951            | –                 | –       | –       | –       |
| Недействительных бюллетеней          | 2 431             | –                 | –       | –       | –       |
| Всего                                | 738 307           | 100               | 19      | 6       | 22      |
| Зарегистрированных избирателей/ Явка | 1 223 336         | 60,4              | –       | –       | –       |
| Источник: Nohlen & Stöver            |                   |                   |         |         |         |